# HKU (stacja MTR)
HKU (chiński: 香港大學) – jedna ze stacji MTR, systemu szybkiej kolei w Hongkongu, na Island Line. Została otwarta 28 grudnia 2014. 
Znajduje się na wyspie Hongkong w okolicach Uniwersytetu Hongkongu, w dzielnicy Central and Western.